# Laibachkunstderfuge
Albums de Laibach
Volk Tour London CC Club
(2007) Gesamtkunstwerk – Dokument 81-86
(2011)
Laibachkunstderfuge, de son titre complet Laibachkunstderfuge BWV 1080, est un album du groupe slovène Laibach sorti le 5 mai 2008.

## Historique
Laibachkunstderfuge réinterprète sous forme électronique la composition inachevée de Jean-Sébastien Bach, l'Art de la Fugue (Die Kunst der Fuge en allemand). Ce disque peut être comparé à l'album Switched-On Bach de Wendy Carlos qui reprenait lui aussi des œuvres de Bach au synthétiseur Moog. Laibachkunstderfuge est publié sous format CD par le label slovène Dallas Records et sous format numérique par Mute Records.
Le 1er juin 2006, pour support la sortie de cet enregistrement, Laibach débute à Leipzig une série de concerts qui va se poursuivre jusqu'en septembre 2009. En 2010, des représentations de Laibachkunstderfuge sont organisées pour fêter les 30 ans du groupe. A l'occasion de cette tournée, Ivan Novak intègre le groupe de musiciens, après 10 ans d'absence sur scène.

### Video
Sašo Podgoršek réalise une vidéo à partir d'extraits de concerts de 2009 pour illustrer un remix de « Contrapunctus 7 » par Alex Long, partenaire de longue date de Laibach.

## Liste des titres
| No  | Titre                                                              | Durée |
| --- | ------------------------------------------------------------------ | ----- |
| 1.  | Contrapunctus 1                                                    | 3:08  |
| 2.  | Contrapunctus 2                                                    | 20:53 |
| 3.  | Contrapunctus 3                                                    | 2:55  |
| 4.  | Contrapunctus 4                                                    | 5:18  |
| 5.  | Contrapunctus 5                                                    | 2:47  |
| 6.  | Contrapunctus 6, a 4 im Stile francese                             | 4:12  |
| 7.  | Contrapunctus 7, a 4 per Augment et Diminut                        | 1:22  |
| 8.  | Contrapunctus 8, a 3                                               | 7:31  |
| 9.  | Contrapunctus 9, a 4 alla Duodecima                                | 8:26  |
| 10. | Contrapunctus 10, a 4 alla Decima                                  | 6:15  |
| 11. | Contrapunctus 11, a 4                                              | 2:03  |
| 12. | Contrapunctus 12, Canon alla Ottava                                | 4:23  |
| 13. | Contrapunctus 13, Canon alla Duodecima in Contrapuncto alla Quinta | 4:47  |
| 14. | Contrapunctus 15, canon per Augmentationem in Contrario Motu       | 5:43  |

## Crédits
Dans les crédits de l'album, Laibach reprend et modifie une citation de Bach : « It's easy to play Bach: all you have to do is open the right program on the right computer and Bach will play itself. »

### Enregistrement et production
- iBach - composition
- iMac - traduction
- iTurk - mixage

### Conception graphique
- neja:aka - conception graphique, maquette

### Membres en tournée
- Luka Jamnik - électronique
- Iztok Turk - électronique
- Sašo Vollmayer - électronique
- Janez Gabrič - batterie électronique
- Ivan Novak - électronique, voix, tourne-disque[9]

## Versions
| Type | Label          | Référence     | Année | Pays        |
| ---- | -------------- | ------------- | ----- | ----------- |
| CD   | Dallas Records | CD DALLAS 506 | 2008  | Slovènie    |
| MP3  | Mute Records   | iSTUMM297     | 2008  | Royaume-Uni |